# Maria Caroline Gibert de Lametz
Maria Caroline Gibert de Lametz, född 1793, död 1879, var furstinna av Monaco, gift med Florestan I av Monaco, och Monacos de facto härskare under hans regeringstid. Hon var också rådgivare åt hans son och efterträdare.

## Biografi
Maria Caroline Gibert de Lametz var dotter till Charles-Thomas Gibert de Lametz och Marie-Françoise Le Gras de Vaubercey. Hon arbetade som skådespelerska. Hon gifte sig 1816 med prins Florestan av Monaco, som inte förväntades ärva Monacos tron vid denna tid, och som också var aktiv som skådespelare.

### Äktenskap
Florestans äldre bror Honoré V hade inga legitima barn, och gifte sig aldrig, vilket så småningom gjorde att Florestan blev alltmer trolig som sin brors tronarvinge, även om han aldrig hade besökt Monaco. Maria Caroline beskrivs som handlingskraftig och intelligent och med sinne för både affärer och politik. Äktenskapet var lyckligt, och Florestan ska ha trivts med att hon tog hand om familjens angelägenheter. Hon förvaltade den förmögenhet som maken ärvde av sin mor 1826, sedan svärmodern hade uteslutit makens bror från testamentet, och lyckades med investeringar utöka förmögenheten.

### Furstinna av Monaco
När Florestans bror Honoré V avled år 1841, ärvdes Monaco av Florestan. Familjen gjorde stort intryck när de anlände i Monaco i en förgylld vagn, och allmänheten välkomnade dem med att spänna av hästarna och själva dra vagnen upp till slottet. Florestan I överlämnade statens affärer på Maria Caroline, något som blev väl känt av allmänheten och som skapade dålig publicitet för Florestan. Maria Caroline lyckades hantera och lösa den ekonomiska kris som hade uppstått genom Monacos nya ställning som protektorat under Italien snarare än Frankrike. Hon kunde dock inte hantera den växande oppositionen mot Florestans regering och kraven på demokrati från allmänheten under revolutionsåret 1848, och efter att två förslag till en konstitution avslagits, och städerna Menton och Roquebrune-Cap-Martin hade gjort uppror, abdikerade Florestan till förmån för sin son Karl III av Monaco. Paret återinstallerades 1849, men kunde inte återfå kontrollen över Menton och Roquebrune, som förlorades till Frankrike.

### Senare liv
Florestan avled 1856. Maria Caroline blev efter makens död rådgivare till sin son. Hon hade under flera år ambitionen att få sin sonson Albert ingift i den brittiska kungafamiljen, vilket misslyckades, men 1869 ledde till Alberts brittiska äktenskap med Mary Douglas-Hamilton.